# 沈黙の塔

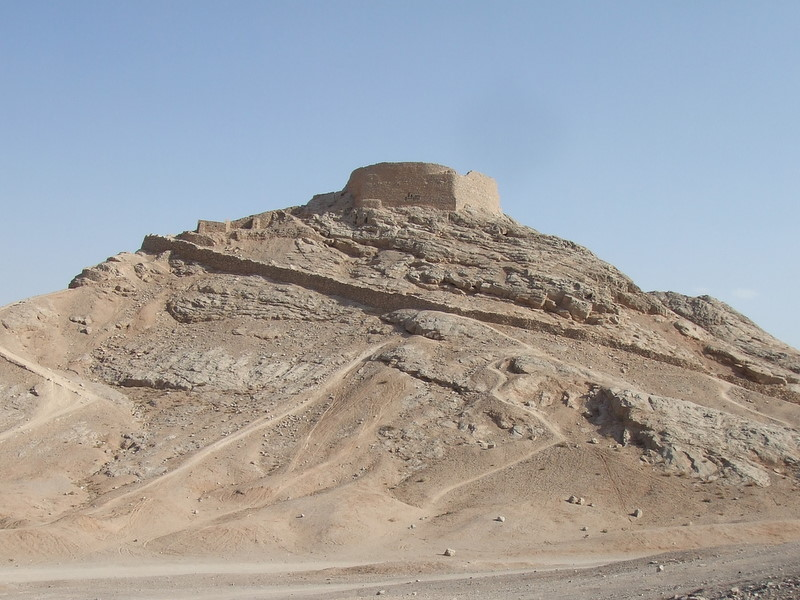
ヤズド（イラン）の沈黙の塔

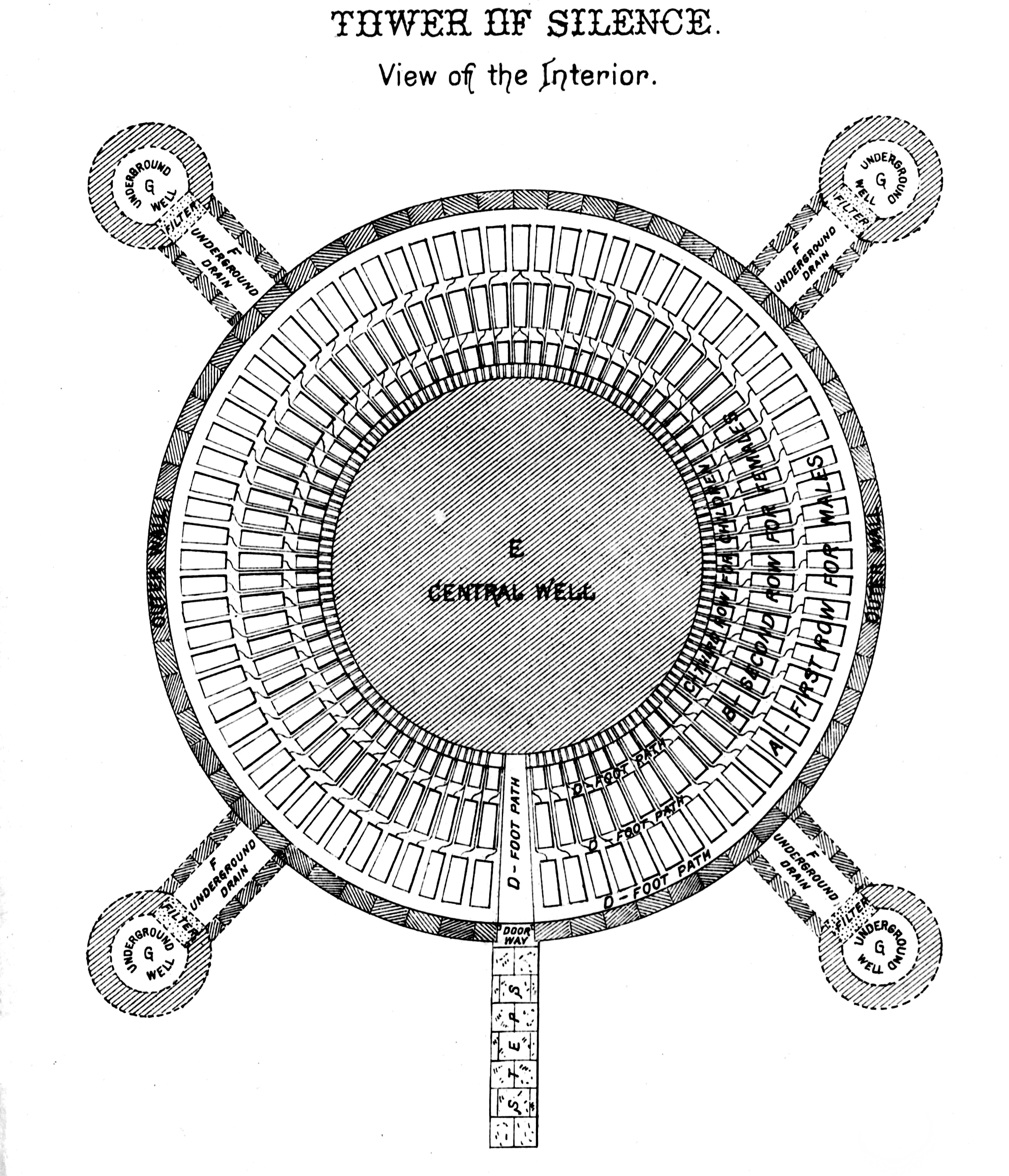
沈黙の塔の内部の様子

沈黙の塔、ダフマ（ペルシア語: دخمه）とは、ゾロアスター教における鳥葬を行う施設である。

## ムンバイの沈黙の塔

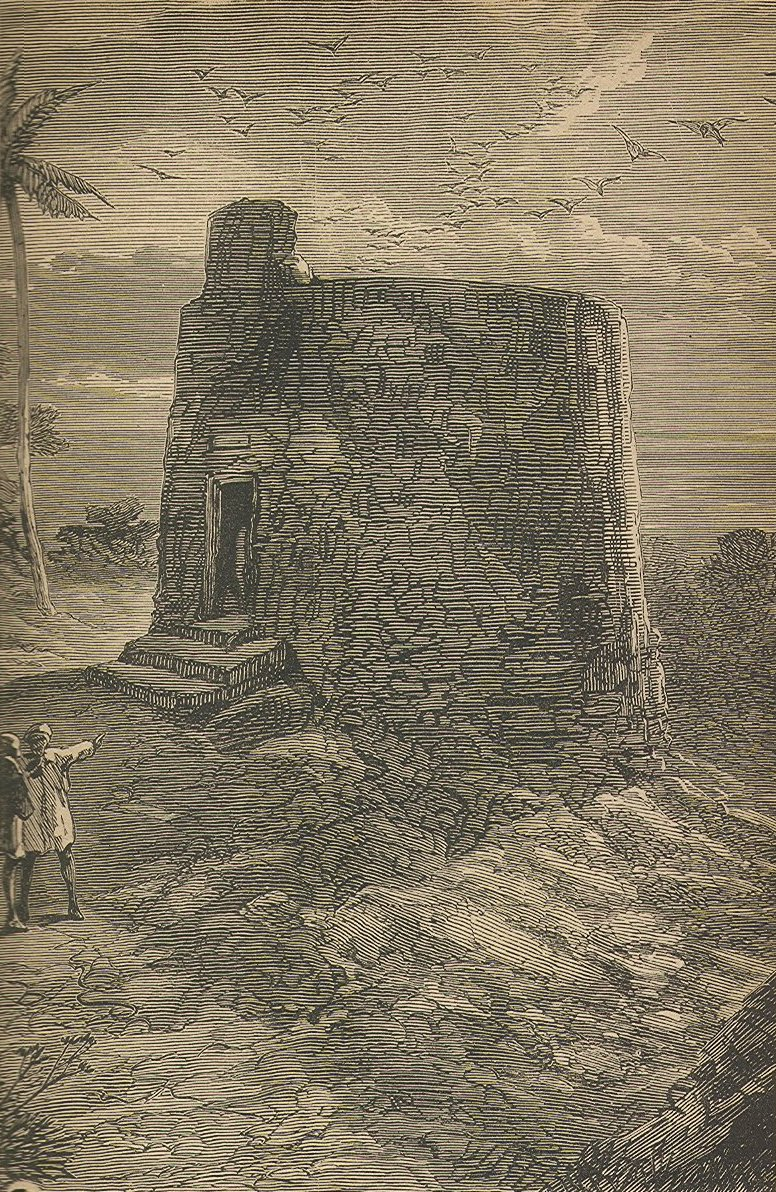
19世紀後半のボンベイ（ムンバイ）の沈黙の塔を描いた銅版画

ムンバイの沈黙の塔は高級住宅街マラバール丘の森の中にある。
インドではゾロアスター教徒のことを「ペルシアから来た人」という意味でパールスィーと呼んでいる。インドのパールスィーの人口はムンバイに集中しており、結果としてムンバイはパールスィーが中心的な割合を占めている。パールスィーには経済的に豊かで社会的地位の高い人が多い傾向がある。
一般的に鳥葬は伝染病の拡大に繋がるなどと非衛生的な方法であるとされるが、パールスィーは環境への被害が最も少ない衛生的で合理的な方法として鳥葬を行っている。
沈黙の塔は、円筒型の石積みで造られた塔であり、衛生的問題と大地を汚さないという宗教的問題から、地面よりも高く造られた石の床の上に死者を横たえている。床は斜面になっており、矩形の窪みに衣服を脱がせた死者を置き、外側から男性、女性、子供という順番に並べられている。窪みには雨水や体液などを流し落とす為の溝が作られており、中央部の井戸に繋がっている。井戸は白骨化した死体を投げ込むためのものであり、底は木炭と砂の濾過層になっている。死体の管理をする為に鉄の扉が1つだけあるが、聖域であるため、パールスィー以外の出入りは禁じられている。
一般人は生い茂った木々の中から高い塀と上空にハゲタカが舞っているのが見えるのみだが、ムンバイにあるヴィクトリア＆アルバート博物館（現在はドクター・バウ・ダージ・ラッド博物館と名称変更 ）で模型を見ることによって外観、構造を知ることが可能である。なお、現在では猛禽類の減少により、上空を舞うハゲタカを確認することは困難である。

### 近年の問題
近年、ムンバイにおける猛禽類の減少により死体分解の速度が低下し鳥葬が困難なものとなってきている。本来は1日で分解されるはずであった死体が分解に数週間要するようになったため、近隣の高級住宅街に腐臭による被害が及ぶようになった。
これに対し、科学的な手法を用いた対策が行われている。オゾン発生器によって腐臭を抑えながら、太陽光反射器を使用して集中的に太陽光を死体に浴びさせることによって死体の乾燥による分解を促進させる対策が行われている。温度を250度に抑えることによって死体が発火して火葬になることを防いだ上での方法である。さらに、石灰とリンによって骨の分解を促すことも行われている。しかし、パールスィーには人工的な手法を用いることを自然の摂理を捻じ曲げる行為、伝統に反する行為として反対する声が強い。また、雨季に入ると3か月ほど太陽光を十分に得られないという問題もある。
もうひとつの解決策として、猛禽類を街の飼育小屋で育てることによって鳥葬を持続させる方法が考えられている。この方法は莫大な費用がかかるばかりか、猛禽類の繁殖が成功する保証はなく、1羽が伝染病に感染すると全滅する危険性も鳥葬の性質から十分にあり得る。パールスィーには富裕層が多いことから賛成の声も強いものの、実現は困難である。